# Beňovská lípa
Beňovská lípa byla památný strom v Beňovech u Klatov. Lípa malolistá (Tilia cordata) rostla při silnici spojující Klatovy a Kdyni, v nadmořské výšce 410 m. Stáří stromu bylo 430 let, obvod jejího kmene 617 cm a koruna stromu dosahovala do výšky 20 m (měření 2009). Lípa byla chráněna od roku 1978 pro svůj vzrůst a věk.
Při šetření v roce 2004 bylo zjištěno, že kmen má centrální dutinu, v úžlabí a na hlavních větvích několik zastřešených otvorů. Na kmeni byly zjištěny čerstvé plodnice houby Ganoderma applanatum. Strom má silné příznaky tracheomykózního onemocnění: zmenšené listy, prosychání. V roce 2006 byl proveden zdravotní a bezpečnostní řez, zastřešení otvorů a dutin a instalace vazeb. V roce 2009 došlo k redukci kosterních větví; strom byl silně poškozený.
V roce 2016 odbor životního prostředí Městského úřadu Klatovy rozhodl o zrušení ochrany památného stromu a povolil jeho pokácení. Důvodem zrušení ochrany byl  celkový pomalý rozpad torza stromu. Stav stromu znamenal ohrožení života.

## Stromy v okolí
- Dub u Pazderny – Klatovy
- Dub v Bezděkovském parku
- Dub v Klatovech
- Javor u klatovské pošty